# Епоха (альбом)
«Епоха» — благодійний музичний альбом-компіляція, випущений 2024 року 3-ю окремою штурмовою бригадою спільно з українськими артистами та режисерами. В альбомі є пісні гуртів «Хейтспіч», «ДК Енергетик», «Два Два Дев'ять [229]», «PVNCH», Renie Cares, «ПРОКЛЯТИЙ ***», Zwyntar та «Пророки».

## Історія
З ініціативою записати благодійний альбом виступили музиканти. Список артистів сформували за запитами бійців та бійчинь 3-ї ОШБр: до нього увійшли 8 молодих українських виконавців. Вони написали пісні, натхненні 3-ю ОШБр, та безкоштовно передали права на них військовим. Усі виручені кошти з монетизації спрямовуються на підтримку бригади. Альбом випустили 15 листопала 2024 року.
|                                                                           | У нас вийшов перший музичний альбом. Це культурний бум, який ми хочемо запустити, як переосмислення часів, в які живемо. Свого часу це сталося після війни у В’єтнамі, до того було літературне Втрачене покоління, а ми запускаємо свою ЕПОХУ. |
| — Христина Бондаренко, керівниця служби зв’язків з громадськістю 3-ї ОШБр | |

18 листопада 2024 року були представлені 8 кліпів до пісень альбому, зняті різними молодими українськими режисерами. Режисери не мали обмежень у роботі з ідеями й закладали у відео власне бачення.
На обкладинці альбому — логотип 3-ї ОШБр, три смуги якого стилізували під три різні настрої альбому: «двіж, біль та надію».

## Список композицій
| #     | Назва                        | Виконавець                               | Тривалість |
| ----- | ---------------------------- | ---------------------------------------- | ---------- |
| 1.    | «Аргумент»                   | «хейтспіч»                               | 2:12       |
| 2.    | «Спортивні повітряні роботи» | «ПРОКЛЯТИЙ ***»                          | 3:30       |
| 3.    | «МАЛИЙ»                      | PVNCH                                    | 2:12       |
| 4.    | «Окопна пісня»               | «Два Два Дев'ять» (feat. «Оля! Додому!») | 3:48       |
| 5.    | «Правда істина»              | «ДК Енергетик»                           | 2:37       |
| 6.    | «Дамоклів меч»               | Renie Cares                              | 4:32       |
| 7.    | «Золото і блакить»           | Zwyntar                                  | 3:50       |
| 8.    | «Новий день»                 | «Пророки»                                | 4:46       |
| 27:31 |                              |                                          |            |